# Талат
Талат (енгл. Tallaght, ир. Tamhlacht) је град у Републици Ирској, у источном делу државе. Град је у саставу округа округа Јужни Даблин, који чине махом западна и југозападна предграђа Даблина, и представља значајно насеље у округу и велико предграђе Даблина.

## Природни услови
Град Талат се налази у источном делу ирског острва и Републике Ирске и припада покрајини Ленстер. Град је удаљен 10 километара југозападно од средишта Даблина. 
Талат је смештен у подгорини испод Виклоу планина. Надморска висина средишњег дела града је око 90 метара. Кроз Талат протиче неколико потока.
Клима: Клима у Талату је умерено континентална са изразитим утицајем Атлантика и Голфске струје. Стога град одликује блага и веома променљива клима.

## Историја
Подручје Талата било је насељено већ у време праисторије. Дато подручје је освојено од стране енглеских Нормана у крајем 12. века.
Талат је од 1921. године у саставу Републике Ирске. Значајан раст насеља започео је тек последњих деценија, када је Талат постао предграђе Даблина.
Развој већег насеља започет је тек у другој половини 20. века (дотад је насеље било са око 1.000 становника), када је на датом месту започета масовна изградња стамбених јединица.

## Становништво
Према последњим проценама из 2011. године. Талат је имао преко 70 хиљада становника у граду и око 150 хиљада у широј градској зони. Последњих година број становника у граду се брзо повећава.

## Привреда
Привреда Талата је до 70-их година 20. века била везана махом за пољопривреду. Последњих деценија овде је изграђено више индустријских погона, а развоју погодује и близина Даблинског аеродрома, који се налази између Свордса и Даблина.

## Збирка слика
- Градски стадион
- Хотел у средишту Талата
- Градска читаоница
- Трамвај у Талату